# Jerofiej Chabarow
Jerofiej Chabarow (ros.) Ерофей Павлович Хабаров, Ерофей Павлович Хабаров-Святитский (ur. około 1603 w powiecie Wielki Ustiug, zm. w 1671) – rosyjski podróżnik i dowódca wojskowy, konkwistador ziem nad Amurem. 
Pochodził z rodziny chłopskiej. Na Syberii zajmował się początkowo handlem. W 1628−1630 odbył wyprawę po futra zwierząt futerkowych na półwysep Tajmyr i do Mangazei. Następnie od 1632 skupował futra w dorzeczu górnej Leny, a w 1639 odkrył solanki na terenie dzisiejszego miasta Ust´-Kut i zbudował tam warzelnie soli. W 1641 zbudował młyn u ujścia rzeki Kirenga. Wkrótce potem wojewoda carski Piotr Gołowin zaczął żądać od Chabarowa coraz wyższych opłat za młyn, a kiedy Chabarow nie mógł ich uiścić konfiskował cały majątek kupca, a samego osadził w więzieniu w Jakucku, gdzie siedział do 1645. Po objęciu władzy przez nowego wojewodę jakuckiego, którym był Dymitr Francbek, w 1648 Chabarow uzyskał zgodę władz na organizację wyprawy wojskowej nad Amur, celem zdobycia futer, obłożenia daninami miejscowej ludności i zajęcia tych ziem dla Rosji. Chabarow wyruszył na czele oddziału 100 Kozaków w 1649 i do 1653 operował w rejonie amurskim, łupiąc miejscową ludność, np. Daurów i zakładając liczne drobne forty, m.in. Ałbazin. W międzyczasie, w 1650 wrócił do Jakucka, by zebrać nowych ochotników. Działania Chabarowa zaniepokoiły Chiny, które w 1652 wysłały armię w celu wyparcia Rosjan znad Amuru. Armia chińska stopniowo zrealizowała zadanie. Wcześniej Chabarow wyjechał w 1655 do Moskwy, gdzie za zasługi otrzymał szlachectwo (tytuł syn bojarski) i władzę nad terenami górnej Leny. W działaniach bojowych nad Amurem już dalej nie uczestniczył. 
Nazwiskiem Chabarowa nazwano miasto Chabarowsk oraz miejscowość Jerofiej Pawłowicz. 